# Цмень-2 (Столинский район)
Цмень-2 (бел. Цмень-2) — деревня в Столинском районе Брестской области Беларуси. В составе Рухчанского сельсовета.

## География
Расположена в 17 км на северо-запад от Столина.

## Население

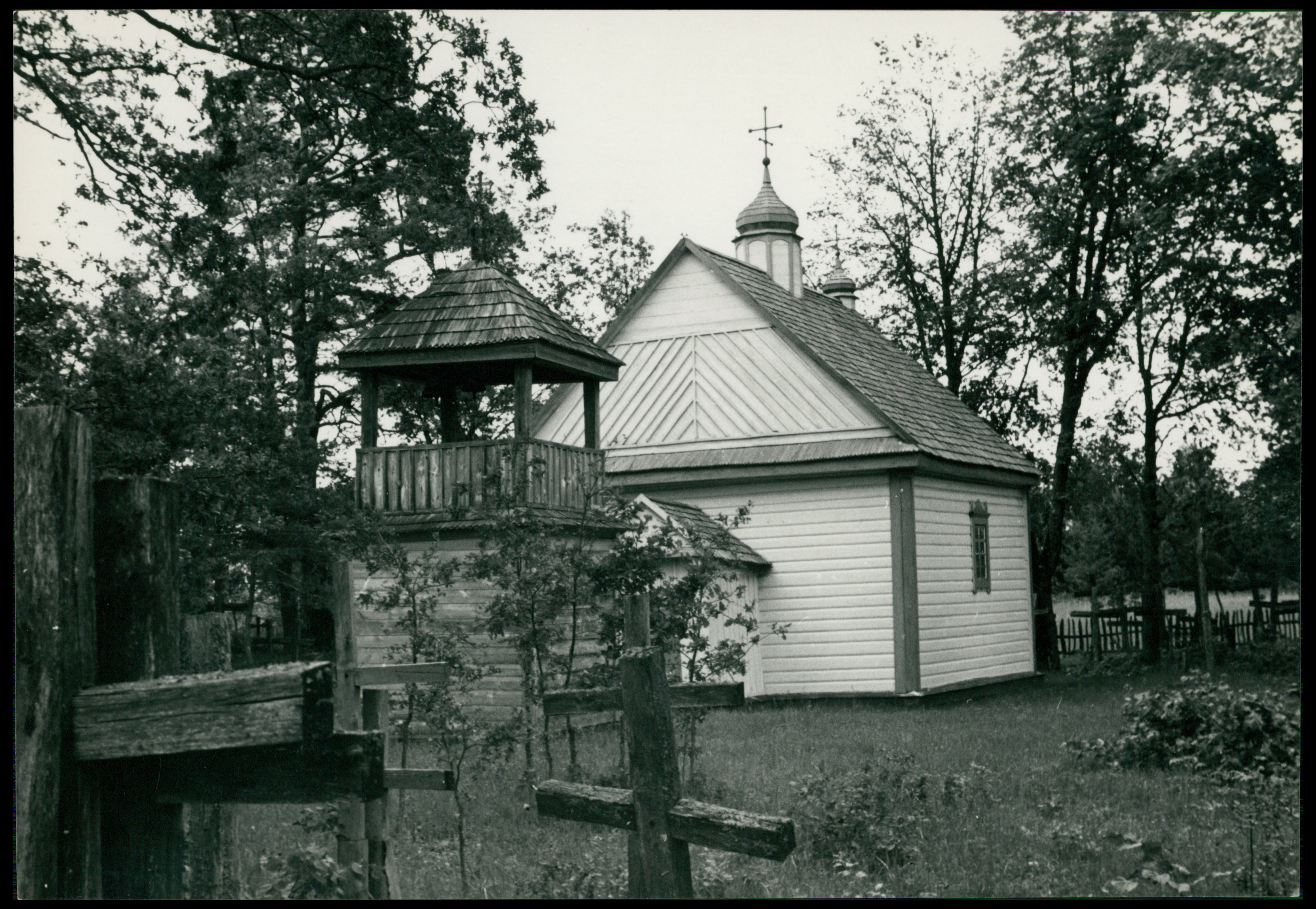
Церковь. 1936 год.

### Численность
- 2009 год — 16 жителей

### Динамика
- 1999 год — 39 жителей (перепись населения)
- 2009 год — 16 жителей (перепись населения)

## Достопримечательность
- Свято-Успенская церковь, XIX века[2]. Православный храм. Построен в XIX веке из дерева. Памятник народного зодчества. Перед храмом расположена двухъярусная четырехгранная звонница под шатровой крышей.